# Stelis carnosiflora
Stelis carnosiflora är en orkidéart som beskrevs av Oakes Ames och Charles Schweinfurth. Stelis carnosiflora ingår i släktet Stelis och familjen orkidéer. Inga underarter finns listade i Catalogue of Life.